# Kayserispor
Kayserispor je turecký fotbalový klub z města Kayseri, který působí v Süper Lig. Klub byl založen v roce 1966 a svoje domácí utkání hraje na stadionu Kadir Has s kapacitou 32 864 diváků. Klubové barvy jsou červená a žlutá.

## Emblém klubu
V horní části emblému je pod nápisem Kayserispor modře vyobrazen stratovulkán Erciyes Dağı (3 916 m), který se nachází jižně od města Kayseri. V levé spodní části je na žlutém poli velké písmeno K (jako Kayseri) a v pravé spodní části na červeném poli písmeno S (jako Spor). Pod nimi uvedený letopočet 1966 symbolizuje datum založení klubu.

## Úspěchy
- Türkiye Kupası (turecký fotbalový pohár) - 1× vítěz (2007/08)[2][3]

## Čeští hráči v klubu
Seznam českých hráčů, kteří působili v klubu Kayserispor:
- Erich Brabec (2005)[4]
- Tomáš Pešír (2005)[5]
- Ondřej Vaněk (2014)[6]